# 東京ますいわ屋

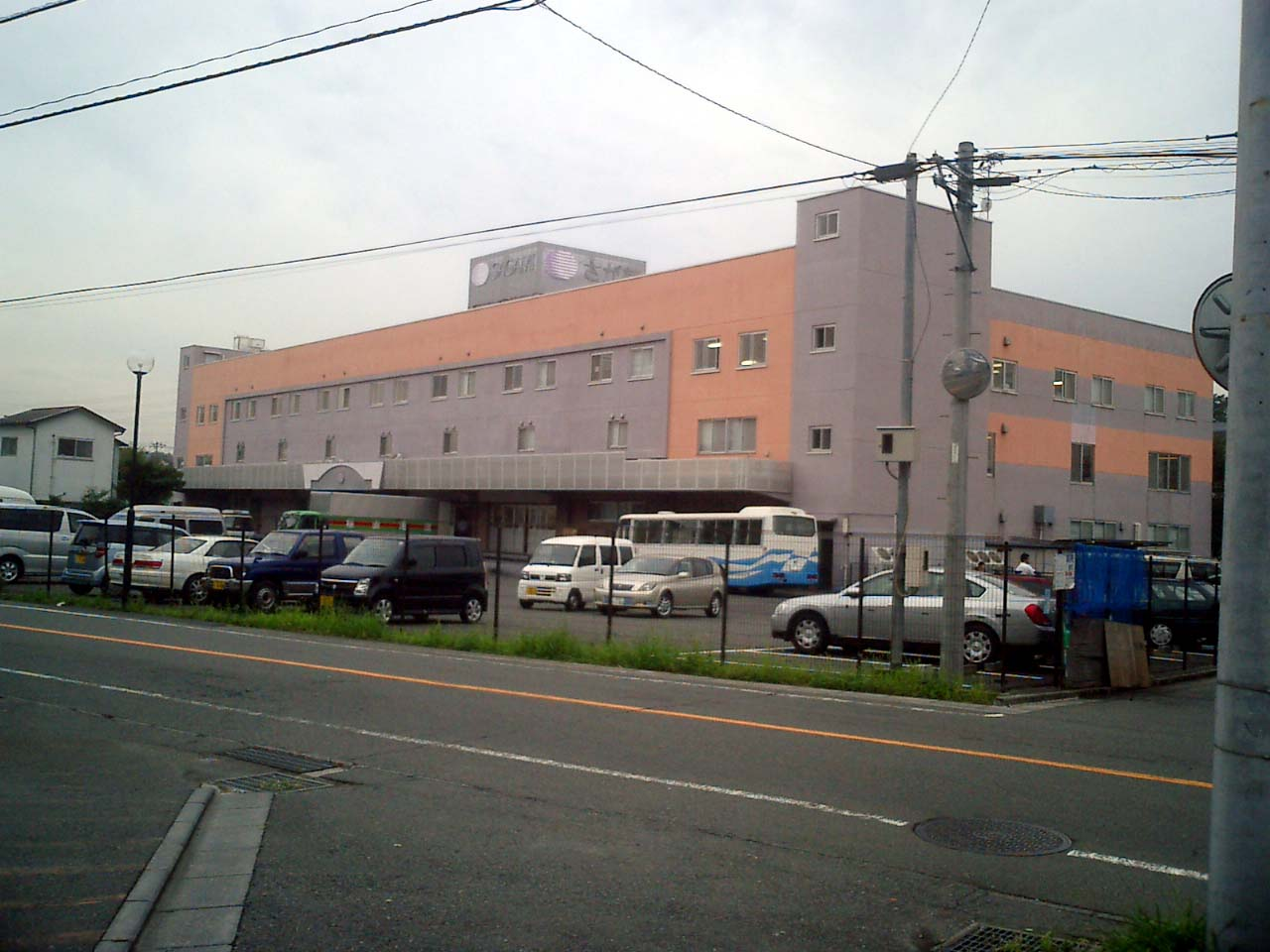
かつての本社（さが美旧本社内）（横浜市港南区）

株式会社東京ますいわ屋は、ベルーナの孫会社で、横浜市戸塚区川上町の株式会社さが美内に本社があり、さが美グループホールディングスを親会社とする日本の和服専門店チェーン。

## 概要
呉服専門店「東京ますいわ屋」を全国展開しているほか、京都市に呉服展示会会場を兼ねる迎賓館『小倉山・万葉苑』を所有していた。

## 沿革
- 1946年（昭和21年） - 高級呉服専門店「ますいわ屋」として大阪で創業
- 1959年（昭和34年） - 全国出店計画に着手。東京・銀座に出店。銀座並木本店オープン
- 1968年（昭和43年） - 東京・青山に本部機構を設立。逸品呉服専門店として初めてのナショナル・チェーンを全国展開する。青山店オープン
- 1969年（昭和44年） - ショッピング・センター出店の第1号店として池袋店をオープン
- 1970年（昭和45年） - 百貨店出店の第1号店として浜松店をオープン
- 1979年（昭和54年） - 東京・六本木に本部機構を移転
- 1980年（昭和55年） - 京都・嵯峨野に迎賓館「小倉山・万葉苑」をオープン
- 1981年（昭和56年） - 東京・銀座に宝石店「貴羅ら」をオープン。のちに同店ブランドではメガネも扱うようになった。毛皮専門店「エル・ボワラ」オープン
- 1982年（昭和57年） - 呉服以外を扱う子会社万葉貿易設立
- 1985年（昭和60年） - 東京・渋谷にレストラン「満寿美亭」オープン、飲食店事業に進出
- 1986年（昭和61年） - 東京・青山に貸ビル「ディム青山」を建設。子会社亜土商事を通じ、デベロッパー事業に進出
- 1987年（昭和62年）
  - 「ティ・エム・ツーリスト」設立。旅行代理店業に進出
  - 東京・自由が丘に「ボー・ダ・ボー」をオープン。子会社万葉貿易を通じ、雑貨販売事業に進出。また同社により「ブティックKEY」を運営し、婦人服販売を展開
  - ヤングレディース向けの呉服店「世羅美（セラビ）」オープン
- 1988年（昭和63年） - カリフォルニアのホテル「コロニアル・イン」を買収。海外ホテル事業に進出。のちに計2ホテルを追加買収。バブル崩壊後過剰債務の最大要因となる
- 1993年（平成5年） - 商品センターを品川に移転
- 2001年（平成13年）
  - 株式会社東京ますいわ屋が、株式会社三裳に商号変更
  - 株式会社三裳が負債744億円を抱え、東京地方裁判所に特別清算手続開始の申立てを行い、ウェストン貴宝株式会社の商号変更である別会社（株）東京ますいわ屋に営業譲渡し特別清算
- 2002年（平成14年） - 東京・高輪に本部機構を移転
- 2003年（平成15年）
  - 株式会社東京ますいわ屋が、株式会社東裳に商号変更
  - 株式会社東裳が負債96億円を抱え、東京地方裁判所に特別清算手続開始の申立て行い、（株）さが美きもの文化学苑に営業譲渡し特別清算。2度目の破綻。その後、（株）さが美きもの文化学苑が（株）東京ますいわ屋に商号変更
  - 株式会社さが美グループの一員として再スタートのため、横浜市港南区に本社機構を移転
- 2010年（平成22年） - 新規業態店舗「TOKYO MASUIWAYA」を銀座並木通りおよび、名古屋サカエチカ街にオープン
- 2016年（平成28年） - 効率化を図るため、神奈川県平塚市に本社を移転
- 2019年（令和元年） - 効率化を図るため、横浜市戸塚区に本社を移転
- 2020年（令和2年） - 迎賓館「小倉山・万葉苑」（京都市右京区嵯峨亀山町）閉苑

## 店舗
全店舗数は42店舗（2019年3月現在）
なお、東京都中央区銀座外堀通り沿いにある店舗を「銀座本店」としていたが、2017年2月に銀座メルサ店として移転のため閉店している。

## グループ会社
- さが美